# 창원지방법원 밀양지원
창원지방법원 밀양지원은 창원지방법원을 관할하는 사건 중에서 밀양시를 관할하는 일부 형사, 민사 등의 사건을 재판, 등기하는 법원이다.

## 관할구역
- 재판관할구역: 밀양시, 창녕군
- 등기관할구역: 밀양시
- 즉결관할구역: 밀양경찰서

## 지원장
| 순번 | 이름   | 재임 기간                         |
| ---- | ------ | --------------------------------- |
| 1대  | 권오봉 | 1994년 3월 1일 ~ 1996년 2월 28일  |
| 2대  | 김건인 | 1996년 3월 1일 ~ 1998년 2월 28일  |
| 3대  | 황현호 | 1998년 3월 1일 ~ 2000년 2월 17일  |
| 4대  | 황형모 | 2000년 2월 18일 ~ 2001년 2월 18일 |
| 5대  | 박효관 | 2001년 2월 19일 ~ 2003년 2월 18일 |
| 6대  | 김진수 | 2003년 2월 19일 ~ 2005년 2월 20일 |
| 7대  | 서복현 | 2005년 2월 21일 ~ 2007년 2월 20일 |
| 8대  | 김경호 | 2007년 2월 21일 ~ 2008년 2월 20일 |
| 9대  | 신우철 | 2008년 2월 21일 ~ 2010년 2월 21일 |
| 10대 | 김무신 | 2010년 2월 22일 ~ 2012년 2월 26일 |
| 11대 | 백태균 | 2012년 2월 27일 ~ 2014년 2월 13일 |
| 12대 | 한영표 | 2014년 2월 14일 ~ 2016년 2월 22일 |
| 13대 | 최운성 | 2016년 2월 23일 ~ 2018년 2월 25일 |
| 14대 | 심현욱 | 2018년 2월 26일 ~ 현재            |

## 조직
- 사무과
  - 사무과장
  - 서무, 조정계
  - 용도, 지출계
  - 경매1계
  - 경매2계, 배당절차
  - 신청계(신청/기타신청)
  - 신청계(재산명시)
  - 신청계(보존)
  - 집행계(기타집행), 공탁
  - 민사합의, 소액
  - 민사가사
  - 민사1~2단독
  - 형사단독, 형사합의
  - 독촉계, 과태료
  - 접수계
  - 가족관계등록계
  - 보관금, 제증명, 협의이혼
  - 등기소장
  - 등기관
  - 등기1~2계
  - 등기접수
  - 등,초본
  - 방호원실(당직실)
- 기타
  - 도서실
  - 소회의실
  - 변호사대기실
  - 집행관사무실
  - 구내은행
  - 구내식당

## 재판 개정
- 월요일: 민사신청단독
- 화요일: 가사단독
- 수요일: 형사단독
- 목요일: 민사단독
- 금요일: 민사/형사합의 재정합의 가사합의, 민사소액

## 시군법원
- 창녕군법원

## 같이 보기
- 대법원
- 창원지방법원